# Friedhöfe an der Bergmannstraße

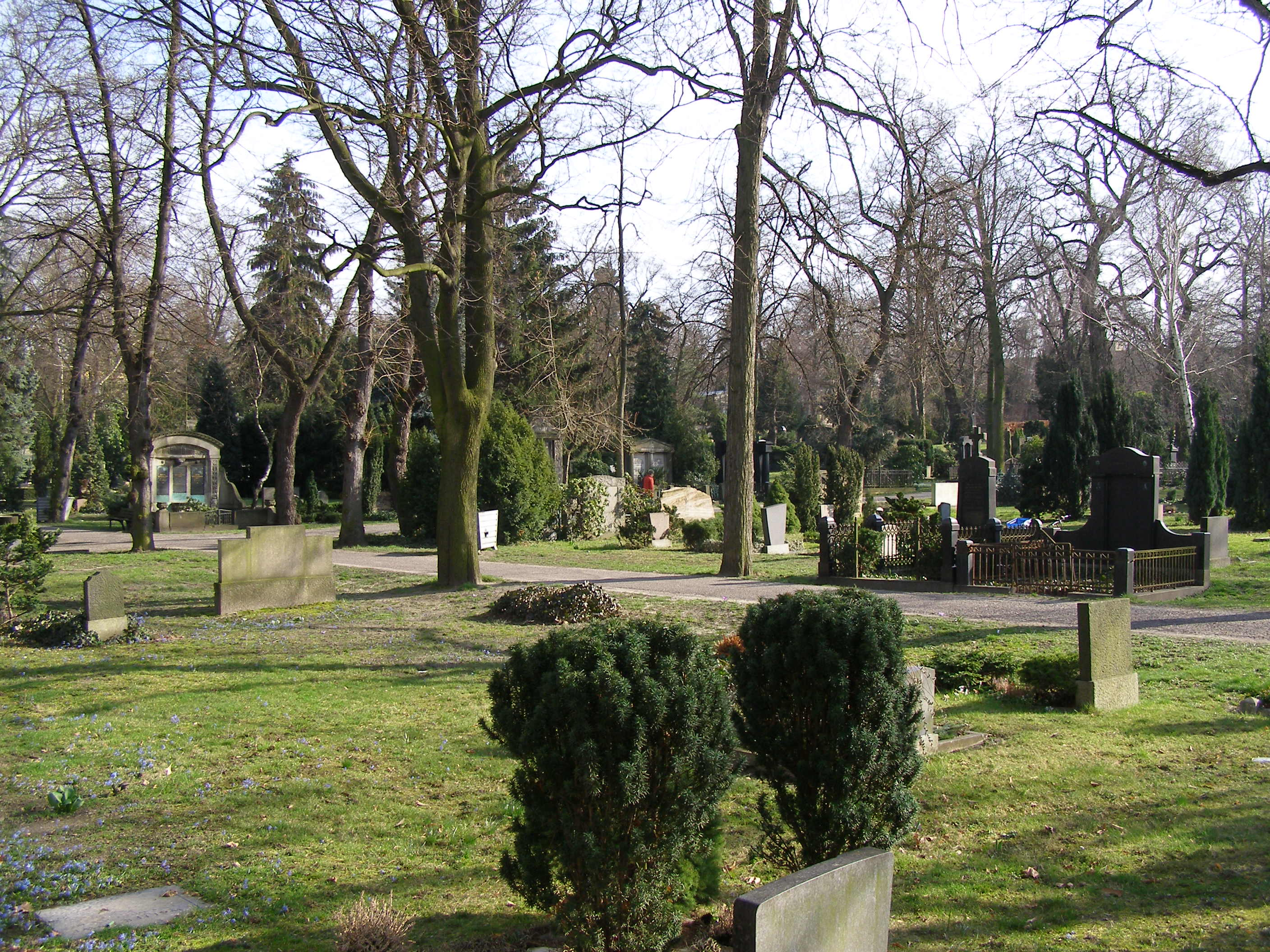
Dreifaltigkeitsfriedhof, aus Richtung Bergmannstraße

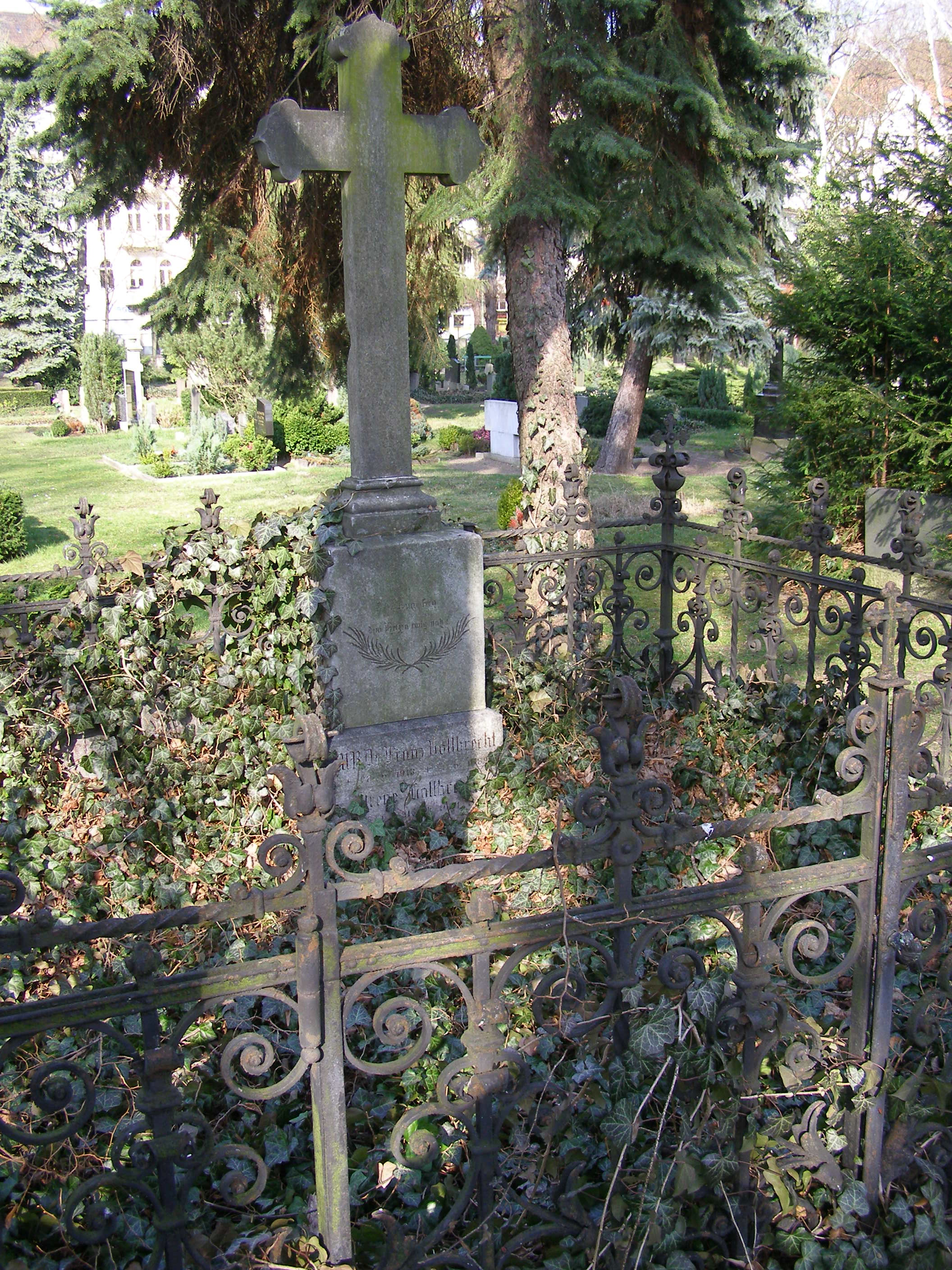
Dreifaltigkeitsfriedhof, Grab Vollbrecht

Die Friedhöfe an der Bergmannstraße sind vier aneinander angrenzende Friedhöfe im Berliner Ortsteil Kreuzberg, zwischen Südstern und Marheinekeplatz. Dazu gehören
- der I. (Alte) Luisenstädtische Friedhof
- der IV. Kirchhof der Jerusalems- und Neuen Kirche
- der II. Friedrichswerdersche Kirchhof
- der II. Dreifaltigkeitskirchhof

Zusammen umfassen sie eine Fläche von 20,7 Hektar, wovon knapp die Hälfte auf den Alten Luisenstädtischen Friedhof entfällt.

## Besonderheiten
Die Friedhöfe sind durch Mauern, an denen Erbbegräbnisstätten platziert sind, voneinander getrennt. Die Friedhofsmauern wurden nach 1945 mit Durchbrüchen versehen, beispielsweise zwischen Dreifaltigkeits- zum Friedrichswerderschem Kirchhof. Hier dient die Säulenarchitektur des ehemaligen Mausoleums der Familie Urban als vornehmer Durchgang.
Die Veränderung der Bestattungsgewohnheiten ist deutlich sichtbar, viele Grabstellen sind nicht belegt. Waren die Plätze früher den Mitgliedern der jeweiligen Kirchengemeinden vorbehalten, so kann sich aktuell jeder unter Berücksichtigung der Auflagen des Denkmalschutzes dort bestatten lassen. Auch die Zugehörigkeit zur evangelischen Konfession ist keine Bedingung mehr.
Auf den Friedhöfen befinden sich die Grabstätten zahlreicher bedeutender Persönlichkeiten, wie Friedrich Schleiermacher, Adolph von Menzel, Theodor Mommsen oder Gustav Stresemann.

## Kriegsgräber
Auf den vier Friedhöfen verteilt gibt es verschiedene geschlossene Anlagen für Opfer von Krieg und Gewaltherrschaft. Auf dem Friedhof gibt es Gräber von Opfern des Ersten sowie Zweiten Weltkriegs. Es gibt vier Sammelgräber, die zusammen etwas über 50 Opfer beinhalten. Insgesamt gibt es auf allen Friedhöfen 799 Opfer von Krieg und Gewaltherrschaft.
Aufschlüsselung der Kriegsgräberstätten:
- I. (Alter) Luisenstädtischer Friedhof: 286 in Einzelgräbern, 32 in drei Sammelgräbern
- IV. Kirchhof der Jerusalems- und Neuen Kirche: 123 in Einzelgräbern
- II. Friedrichswerderscher Kirchhof: 174 in Einzelgräbern, 25 in einem Sammelgrab
- II. Dreifaltigkeitskirchhof: 158 in Einzelgräbern

## Natur
Der Friedhofskomplex wird aufgrund seines Alters, seiner Lage am Rand großer Park- und Offenlandbereiche (Volkspark Hasenheide, Tempelhofer Feld, weitere Friedhöfe), sowie seines in Teilen extensiven Pflegekonzeptes durch eine reiche Vielfalt an Flora und Fauna geprägt. Die Friedhöfe gelten als artenreichste Grünfläche in Kreuzberg. Auffällig ist vor allem die hohe Brutvogeldichte.

## Mögliche Teilbebauung
Gegen die Planung des evangelischen Friedhofsverbands Berlin Stadtmitte, im Süden an der Jüterboger Straße eine Fläche von rund 3000 m² des Friedhofsgeländes (der Fläche des Wirtschaftshofs des Friedhofs) Wohnungen zunächst für Einwanderer, später für Künstler und Studenten zu schaffen, richten sich 2017 die Proteste einer Bürgerinitiative.